# Parbubu Pea
Parbubu Pea is een bestuurslaag in het regentschap Tapanuli Utara van de provincie Noord-Sumatra, Indonesië. Parbubu Pea telt 462 inwoners (volkstelling 2010).